# Silvi Vrait
Silvi Vrait (Kehra, 28 de abril de 1951 – Tallin, 28 de junio de 2013) fue una cantante y profesora estonia.

## Biografía
Nació en el pueblo de Kehra, Estonia. En 1968, se graduó de la Escuela de Música de Kehra en piano. En 1974, obtuvo su título en filología inglesa en la Universidad de Tartu y desde 1994, se dedicaba a la docencia en una escuela secundaria en Tallin.
Vrait también enseñó a cantantes en la Escuela de Música Georg Ots de Tallin.

## Carrera
Silvi hizo su primera aparición pública en 1972, cuando cantó en un programa de televisión, y desde 1976 hasta 1983 trabajó en el teatro Vanemuine en Tartu.
Su popularidad en su natal Estonia, la llevó a irse de gira y grabar junto a artistas como Suuk y Fix, siendo ambos grupos de culto en dicho país. Su estilo musical varía entre el jazz al country, así como también desde el rock hasta el folk.
Silvi ha participado en distintos musicales, tales como Gypsy (papel principal), El rey y yo (Lady Thiang), Chicago ("Mama" Morton) y The Sound of Music (Madre Abadesa).

## Eurovisión 1994
En 1994, Vrait participó en la Final Nacional celebrada en Tallin para representar a su país por primera vez (pese a que lo intentaron el año anterior, pero no lograron llegar al escenario del certamen debido a una semifinal no televisada en la que el país quedó fuera), con la canción "Nagu merelaine" ("Como una ola del mar").
Finalmente, la canción finalizó en el 24° puesto con sólo 2 puntos, los que le fueron entregados por Grecia.

## Fallecimiento
En abril de 2013, Vrait fue hospitalizada por un tumor cerebral en la ciudad de Tallin, y murió en ese mismo lugar el 28 de junio de 2013.
Sólo tuvo un hijo, Silver Vrait.